# Stephen Frazee House
 (mars 2020).
Pour les articles homonymes, voir Frazee.
La Stephen Frazee House est une maison américaine située dans le comté de Cuyahoga, dans l'Ohio. Protégée au sein du parc national de Cuyahoga Valley, elle est inscrite au Registre national des lieux historiques depuis le 4 mai 1976.